# Dicranota rainierensis
Dicranota (Dicranota) rainierensis là một loài ruồi trong họ Pediciidae. Chúng phân bố ở vùng sinh thái Nearctic.